# Josef Polášek (kněz)
Josef Polášek (11. března 1866, Frenštát pod Radhoštěm – 19. prosince 1948) byl český římskokatolický kněz, dlouholetý farář v Tovačově a čestný papežský komoří (cubicularius).

## Život
Kněžské svěcení přijal 5. července 1889. Od roku 1910 byl farářem v Tovačově, kde už předtím působil jako katecheta. V roce 1911 dal provést generální opravu tovačovské fary. Od roku 1924 byl místoděkanem a od roku 1933 děkanem dubského děkanátu, od roku 1935 také skutečným konzistorním radou. Roku 1939 odešel na odpočinek, avšak i nadále žil v Tovačově. Dne 31. srpna 1940 jej papež Pius XII. jmenoval čestným komořím Jeho Svatosti.